# ناجورها (فیلم ۲۰۲۱)
ناجورها (به انگلیسی: The Misfits) یا ناسازگارها یک فیلم سرقت در سبک کمدی-اکشن آمریکایی محصول سال ۲۰۲۱ به کارگردانی رنی هارلین و نویسندگی رابرت هنی و کرت ویمر است. پیرس برازنان، رامی جابر، هرمایونی کورفیلد، جیمی چانگ، مایک دی آنجلو، تیم راث، نیک کانن و قیس قندیل در این فیلم به ایفای نقش پرداخته‌اند. این در ۳ ژوئن ۲۰۲۱ در کره جنوبی اکران شد و در ۱۱ ژوئن ۲۰۲۱ در ایالات متحده منتشر شد. این فیلم یک فاجعه گیشه بود و نقدهای منفی دریافت کرد.

## خلاصه داستان
زمانی که مجرم مشهور، ریچارد پیس، بعد از پیوستن به گروهی از دزدانی عجیب، باید در سرقتی بزرگ نقش پیدا کند که ممکن است زندگی خودش و افراد زیادی را تغییر دهد و...

## تولید
به گفته هارلین، او و برازنان «مدتی به دنبال پروژه ای برای همکاری بودند». این پروژه اولین بار در ۱۲ فوریه ۲۰۱۹ در بازار فیلم اروپا جشنواره بین‌المللی فیلم برلین اعلام شد. مکان‌های فیلمبرداری شامل ابوظبی، دبی و لس آنجلس است. فیلمبرداری اصلی یک هفته بعد آغاز شد.

## بازخوردها
در راتن تومیتوز، این فیلم بر اساس ۲۶ نقد، با میانگین امتیاز ۳٫۷ از ۱۰، امتیاز تأیید ۱۷٪ را دارد. در متاکریتیک، این فیلم بر اساس ۱۱ نقد، امتیاز ۲۵ از ۱۰۰ را به دست آورده‌است که نشان‌دهنده «بررسی‌های عموماً نامطلوب» است.